# Ștefan Golescu

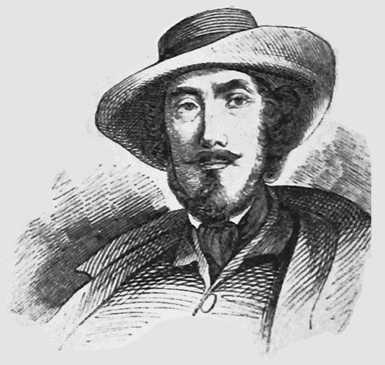
Ștefan Golescu

Ștefan Golescu (Câmpulung (District Argeș), 1809 - Nancy (Frankrijk), 27 augustus 1874) was een Walachijs Roemeens politicus die premier van Roemenië was tussen 26 november 1867 en 12 mei 1868.

## Biografie
Golescu kwam uit een Bojarenfamilie uit Golești. Hij studeerde samen met zijn broers (Nicolae en Radu) in Zwitserland. Na zijn terugkomst ging hij het Walachijse leger in en werd in 1836 majoor. Samen met zijn broer werd hij lid van een filharmonische vereniging.
Golescu was betrokken bij de Walachijse Revolutie van 1848. Op 9 juni datzelfde jaar werd hij minister van Justitie.
Ștefan Golescu was lid van een Walachijse assemblage die Alexander Johan Cuza verkoos als vorst van Walachije én Moldavië (1859). Later, werd Golescu lid van de Nationaal-Liberale Partij van Ion Brătianu, en was voor ongeveer een half jaar premier van Roemenië.